# Пілатка (Мазовецьке воєводство)
Пілатка (пол. Piłatka) — село в Польщі, у гміні Ілжа Радомського повіту Мазовецького воєводства.
Населення — 209 осіб (2011).
У 1975-1998 роках село належало до Радомського воєводства.

## Демографія
Демографічна структура станом на 31 березня 2011 року:
|          | Загалом | Допрацездатний вік | Працездатний вік | Постпрацездатний вік |
| -------- | ------- | ------------------ | ---------------- | -------------------- |
| Чоловіки | 105     | 24                 | 71               | 10                   |
| Жінки    | 104     | 26                 | 61               | 17                   |
| Разом    | 209     | 50                 | 132              | 27                   |